# (9490) Gosemeijer
(9490) Gosemeijer (1181 T-1) – planetoida z pasa głównego asteroid okrążająca Słońce w ciągu 5,05 lat w średniej odległości 2,94 j.a. Odkryta 25 marca 1971 roku.